# Le Vieux-Marché
Le Vieux-Marché é uma comuna francesa na região administrativa da Bretanha, no departamento Côtes-d'Armor. Estende-se por uma área de 23,27 km². Em 2010 a comuna tinha 1 330 habitantes (densidade: 57,2 hab./km²).